# Vizcondado de la Torre de Albarragena
El vizcondado de la Torre de Albarragena es un título nobiliario español creado el 31 de agosto de 1688 por el monarca Carlos II en favor de Juan de Cabrera y Calderón, caballero de la Orden de Alcántara y alcalde de la Hermandad en 1670, 1684 y 1686.

## Historia de los vizcondes de la Torre de Albarragena
- Juan de Cabrera y Calderón, I vizconde de la Torre de Albarragena. Colegial en el mayor de Cuenca de la Universidad de Salamanca. Casó con  María Margarita de la Vega. Le sucedió su hijo
- Fabián Diego de Cabrera Vega (Alcantara, 2 de enero de 1630 - ) , II vizconde de la Torre de Albarragena. Caballero de la Orden de Alcántara y alcalde de la Hermandad. Casó con su prima  Benita Petronila del Barco Flores, hija de  Antonio del Barco Topete y  Manuela de Flores y Aldana. Le sucedió su hijo
- Juan Luis de Cabrera y del Barco, III vizconde de la Torre de Albarragena. Caballero de la Orden de Alcántara. Casó con María Manuela Calderón Palao, hija de  Pedro Gallego Calderón y de María Teresa Palao y Calde. Le sucedió su hijo
- Francisco Ezequiel de Cabrera y Calderón, IV vizconde de la Torre de Albarragena. Caballero de la Orden de Alcántara. Casó primero con Paula María Calderón y Gallego, hija de Mateo Calderón y Valdivia y de  María Gallego y Calderón, de cuyo matrimonio soto tuvo hijas. Casó luego con Teresa Josefa de Vega y Cárdenas. Le sucedió el hijo de este segundo matrimonio
- Francisco Vicente de Cabrera y de Vega (San Vicente de Alcántara, 5 de noviembre de 1779-Cáceres, 19 de marzo de 1847), V vizconde de la Torre de Albarragena. Caballero de la Orden de Alcántara y de la Flor de Lis. Maestrante de Granada y Regidor perpetuo de Cáceres, Regidor de Madrid en 1826 y 1827. Casó con María Juana de Tovar Ovando (Cáceres, 21 de abril de 1792-Cáceres, 4 de noviembre de 1832). Solicitó la Grandeza de España de primera clase con el título de conde de Cabrera pero no le fue concedida. Le sucedió su nieto por fallecimiento, antes de expedir carta de sucesión, de su hijo  Joaquín María de Cabrera y de Tovar (Cáceres, 11 de noviembre de 1808-Cáceres, 26 de julio de 1860) que casó con María de la Concepción Melgarejo y Salafranca (Murcia, hacia 1821-Cáceres, 22 de julio de 1884), hija de  Manuel Melgarejo y Avellaneda, conde del Valle de San Juan y Brigadier de los Reales Ejércitos, y Josefa de Salafranca y Fontes.[1]
- Joaquín María de Cabrera y Melgarejo (Madrid, 1 de junio de 1847-Valencia de Alcántara, 26 de septiembre de 1909), VI vizconde de la Torre de Albarragena. Alcalde interino de Cáceres. Casó con Antonia Jacinta de Orellana-Pizarro Pérez-Aloe (Trujillo, 30 de junio de 1849-Cáceres, 25 de marzo de 1881), hija de  Jacinto Telesforo Orellana-Pizarro, marqués de Albayda y de la Conquista, Vizconde de Amaya y Maestrante de Sevilla, y de su segunda mujer  María de la Asunción Pérez-Aloe y Elías. Le sucedió su tataranieto al rehabilitar el título que se declaró suprimido el 23 de agosto de 1912 al no solicitar la sucesión Carlos de Cabrera y Orellana-Pizarro (Trujillo, 28 de agosto de 1873-Valencia de Alcántara, 21 de marzo de 1939), casado con Alegría Benito Latorre (1877-Madrid, 13 de mayo de 1970)
- Pedro María del Carmen Díez y de Tella (Madrid 22 de junio de 1963),  VII vizconde de la Torre de Albarragena y marqués de Casinas. Capitán de Infantería retirado y empresario. Obtiene carta de sucesión por rehabilitación el 10 de octubre de 1997.[2] Casado en primeras nupcias con María Luisa Lamas Sánchez y en segundas con Ana Conde Alonso.